# Jiaokou
Jiaokou är ett härad som lyder under Lüliangs stad på prefekturnivå i Shanxi-provinsen i norra Kina.